# Bandiera dell'Ontario
L'attuale bandiera dell'Ontario è stata adottata il 21 maggio 1965.
Si tratta di una Red Ensign con lo stemma della provincia dell'Ontario.
Lo stemma raffigura nella parte inferiore tre foglie d'acero dorate su sfondo verde che rappresentano il Canada, nella parte superiore la croce di San Giorgio che rappresenta l'Inghilterra.
Prima del 1965 l'Ontario non aveva una propria bandiera ma utilizzava la vecchia bandiera canadese che consisteva in una Red Ensign con lo stemma del Canada.
La decisione del governo federale di sostituire la vecchia Red Ensign con l'attuale bandiera fu molto impopolare in Ontario soprattutto nelle zone rurali, base politica del Premier dell'Ontario John Robarts.
Robarts propose che l'Ontario avesse una propria bandiera e che fosse una Red Ensign come la vecchia bandiera canadese. L'unica differenza consisteva nella sostituzione dello stemma canadese con lo stemma dell'Ontario.
Simile storia ha avuto la bandiera di Manitoba.